# Esquéhéries
Esquéhéries ist eine französische Gemeinde mit 849 Einwohnern (Stand: 1. Januar 2022) im Département Aisne in der Region Hauts-de-France. Sie gehört zum Arrondissement Vervins, zum Kommunalverband Thiérache du Centre und zum Kanton Guise.

## Geographie
Die Gemeinde Esquéhéries liegt im Norden der Thiérache am Fluss Noirrieu, 27 Kilometer westnordwestlich von Hirson. Das Gemeindegebiet reicht im Süden bis an den Fluss Iron. Nachbargemeinden von Esquéhéries sind Le Nouvion-en-Thiérache im Norden und Osten, Leschelle im Südosten und Süden, Dorengt im Südwesten, La Neuville-lès-Dorengt im Westen sowie Boué im Westen und Nordwesten.

## Bevölkerungsentwicklung
| Jahr                       | 1962 | 1968 | 1975 | 1982 | 1990 | 1999 | 2011 | 2021 |
| Einwohner                  | 1183 | 1164 | 1061 | 1010 | 1005 | 1219 | 848  | 855  |
| Quellen: Cassini und INSEE |      |      |      |      |      |      |      |      |

## Sehenswürdigkeiten
- Kirche Saint-Martin aus dem 16. Jahrhundert, Monument historique seit 1934
- Protestantische Kirche

+ Wasserturm

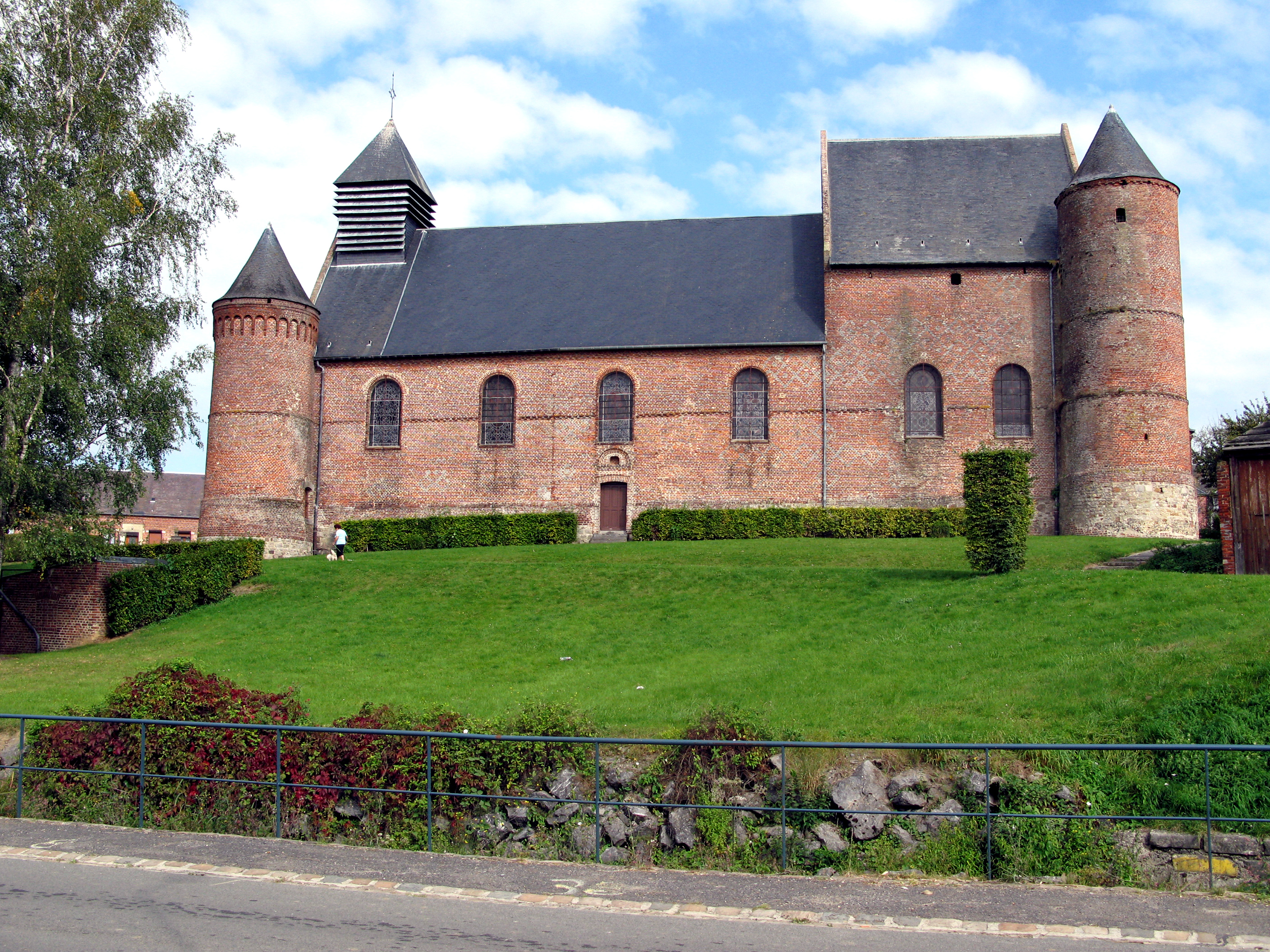
Kirche Saint-Martin
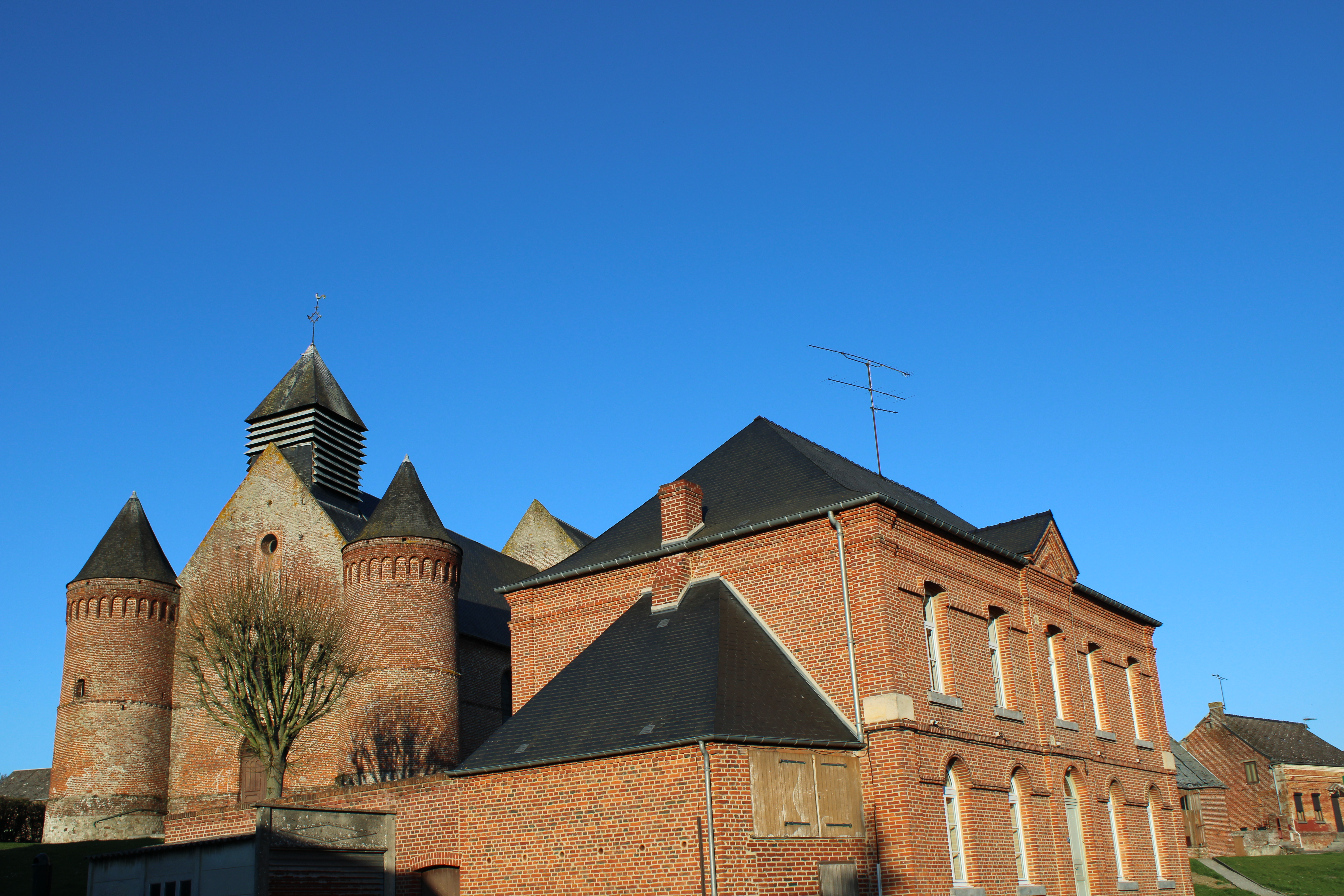
Ehemalige Schule
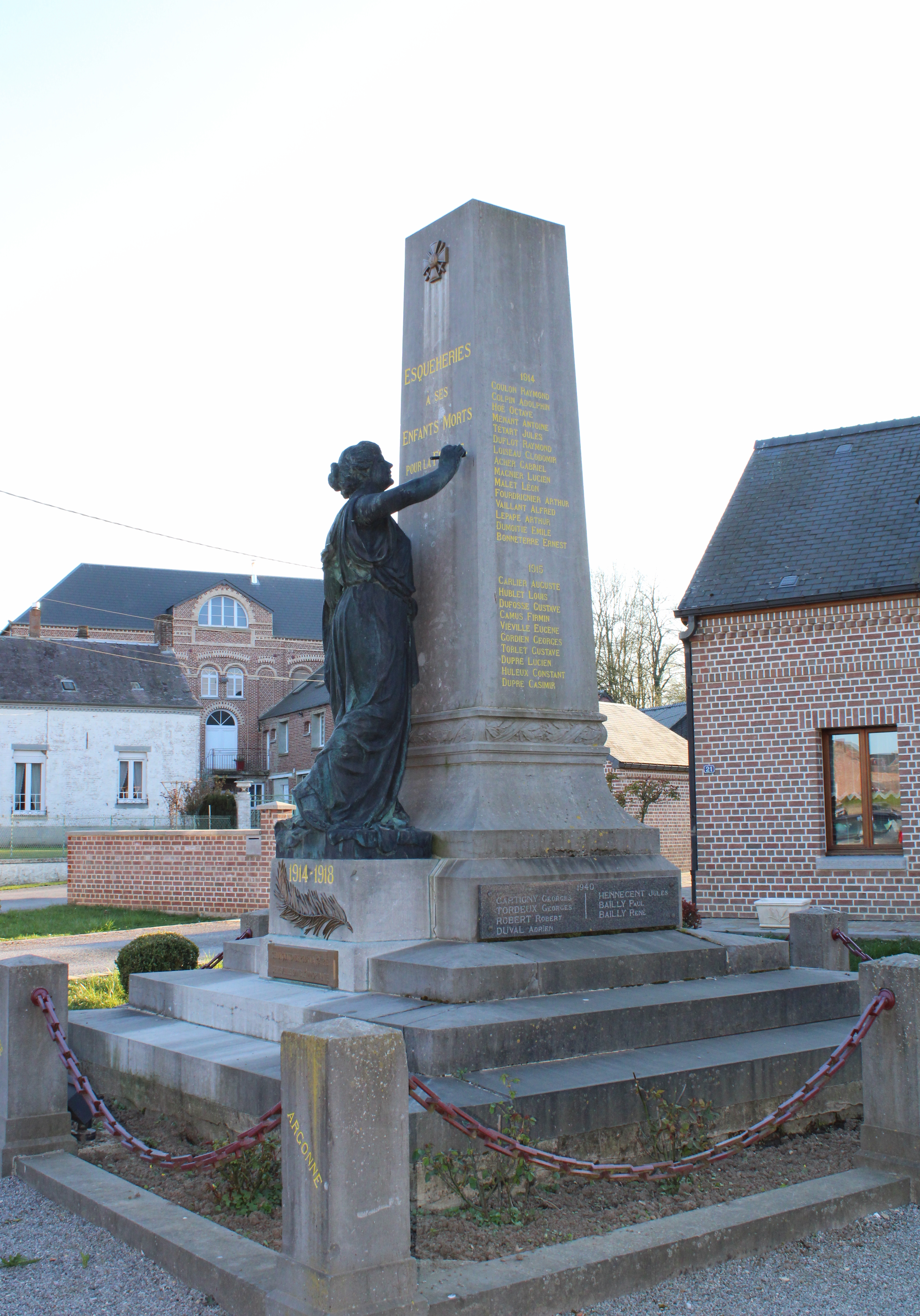
Gefallenendenkmal

## Persönlichkeiten
- Jean-Baptiste André Godin (1817–1888), Unternehmer und Sozialist